# 16 Eskadra Atomowych Okrętów Podwodnych
16 Eskadra Atomowych Okrętów Podwodnych – morski związek operacyjny Sił Zbrojnych Federacji Rosyjskiej w strukturach Floty Północnej.
Do 2000 atomowe okręty podwodne Sił Zbrojnych Federacji Rosyjskiej zgrupowane były w pięciu flotyllach okrętów. W 2001, w miejsce flotylli, zorganizowano trzy eskadry atomowych okrętów podwodnych, w tym 16 Eskadrę z dowództwem w Rybaczij.

## Struktura organizacyjna
Organizacja w 2008
| Nazwa jednostki                         | Garnizon |
| --------------------------------------- | -------- |
| dowództwo eskadry                       | Rybaczyj |
| 10 Dywizja Atomowych Okrętów Podwodnych | Rybaczyj |
| 25 Dywizja Atomowych Okrętów Podwodnych | Rybaczyj |